# Monte Grande (Fogo)
Pour les articles homonymes, voir Monte Grande (homonymie).
Monte Grande est une localité de l'île de Fogo au Cap-Vert.

## Géographie
Monte Grande est située à environ 900 m d'altitude, à 10 km à l'est de São Filipe, la capitale de l'île.
Les subdivisions de Monte Grande sont Boca Larga, Cutelo Capado, Fugido, Monte Grande et Tchanzim.
Monte Grande fait partie de la municipalité de São Filipe.
Les localités voisines sont Monte Largo au sud-est, Patim au sud-ouest et Miguel Gonçalves au nord-ouest
Monte Grande est traversé par la  route  nationale EN3-FG01	(Figueira Pavão - Achada Furna - Monte Grande - Lomba).

## Population
En 2010, Monte Grande comptait 743 habitants.